# Heinrich Ryhiner

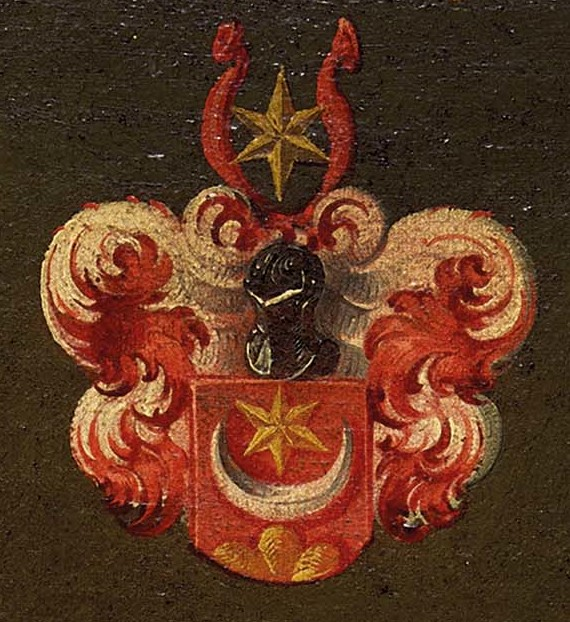
Wappen der Ryhiner

Heinrich Ryhiner (* 1490 in Brugg; † 1553 in Basel) war ein Schweizer Rats- und Stadtschreiber in Basel.

## Leben
Heinrich Ryhiner stammte aus einem angesehenen Bürgergeschlecht der Stadt Brugg ab. Sein Vater war Hans Heinrich Rychiner, er war in Brugg als Pfister (Bäcker) tätig und wurde liebevoll Hans Heini genannt. Hans Heini war Mitglied des Stadtrats und Inhaber zahlreicher kommunaler Ämter in Brugg und darf zur Brugger Oberschicht gezählt werden. Es wird vermutet, dass Heinrich Ryhiner gerade einmal 14 Jahre alt war als sein Vater Hans Heini starb.
Mit 18 Jahren ging der junge Heinrich Ryhiner nach Basel und nahm ein Studium an der Universität Basel auf. Es ist nicht bekannt, welchen akademischen Grad er erworben hat, da er jedoch später als « von kaiserlicher Gewalt geschworener Notarius » erscheint, ist kaum daran zu zweifeln, dass er zumindest den Abschluss Magister artium erworben hat. Bereits 1515 war er Prokurator des bischöflichen Hofes, er war mehrfach Gesandter, so beispielsweise 1521 an den Reichstag zu Worms oder 1524 zu Herzog Ulrich von Württemberg. Im Jahr 1525 verfasste er eine Chronik über den Bauernkrieg, 1524–1534 war er Ratsschreiber und 1534–1553 dann Stadtschreiber, ab 1542 endlich wurde es als Sechser (Zunftvorstand) der Ehrenzunft zu Gartnern auch Mitglied des Grossen Rats. Am 18. April 1553, nach einem tatkräftigen, ganz im Dienste und zum Nutzen der Stadt Basel zugebrachten Leben, starb Heinrich Ryhiner « am Houptwee ».

## Wappenbrief
Im Jahr 1535 wurde Heinrich Ryhiner mit einem Wappenbrief vom österreichischen Erzherzog Ferdinand I., zu dieser Zeit römisch deutscher König, geadelt. Bei welchem Anlass er von König Ferdinand einen Wappenbrief erhalten hat, ist nicht bekannt, es wird vermutet, dass er den Wappenbrief gleichzeitig mit seiner Ernennung zum kaiserlichen Notar bekam. König Ferdinand bestätigte in dem Wappenbrief dem « Hainerich Ryhiner, allen seinen ehrlichen Leibserben und derselben Erbens Erben die hernach geschribnen Wappen und Clainat, mit Nammen: Einen rothen Schilt, im Grund desselben ein dreyfacher gelber Bühel, darauss ein halber Mondschein mit seinen Spitzen über sich erscheinend, zwüschend denselben ein gelber Stern, auf dem Schilt ein Helm mit rother und weisser hellen Decken geziert, darauss zwüschend zweyen rothen Püffelshörnern ein gelber Stern » Das gerade beschriebene Wappen benutzte Heinrich Ryhiner schon vor 1535. Im Stadtarchiv Brugg wurde eine Urkunde vom 26. August 1533 aufbewahrt, die mit seinem Siegel, dessen Bild vollständig mit dem im Wappenbrief beschriebenen Wappen übereinstimmt, besiegelt ist. Laut der genannten Urkunde verkauft Heinrich Ryhiner, Ratschreiber zu Basel, an Junker Jakob von Reinach seine Halden vor dem niederen Tor zu Brugg, an der Baselstrasse gelegen, um 40 Pfd. Basler Münze. In einer zweiten, unter dem gleichen Datum ausgestellten Urkunde belehnen dann Schultheiss und Rat von Bern den Junker Jakob von Reinach, auf Fürsprache Heinrich Ryhiners, mit allen Lehen und besonders mit der Veste Villnachern.

## Familie
Heinrich Ryhiner war zweimal verheiratet, allerdings starb seine erste Ehefrau schon 1518. Im selben Jahr erhielt Ryhiner das Basler Bürgerrecht. Seine zweite Ehefrau war Elisabeth Rössler, diese beiden sind als Stammeltern der Familie Ryhiner in Basel bekannt geworden. Im Jahre 1525 kauften die Ehegatten Ryhiner das Haus « zum Rosenfeld » in der Freienstrasse, das nebst der Nachbarliegenschaft « zum Reuschenberg » noch 1571 im Besitz der Familie Ryhiner in einer Urkunde beschrieben ist. Elisabeth und Heinrich Ryhiner hatten u. a. folgende Kinder:
- Emanuel Ryhiner (1543–1582), Ratschreiber und Notar in Basel. Er war das zweitjüngste der Kinder und war verheiratet mit Anna, der Tochter des Bürgermeisters Kaspar Krug.
- Johann Friedrich Ryhiner (1549–1588), der jüngste Sohn, Dr. med. und Ratherr, wird in den Jahren 1576 und 1579 als königlicher Pächter der Salinen in der Provence genannt

## Landgut
Im Jahr 1544 ggf. auch schon einige Jahre zuvor, wurde dem Heinrich Ryhiner das Klösterli in Riehen als Erblehen verbrieft, damit entstand vermutlich das erste Basler Landgut in Riehen. « uff Montag den Letsten tag Merzens » habe man dem Basler Bürger und Stadtschreiber dieses Namens ein baufälliges Haus auf dem Kirchhof als Erblehen verbrieft. Zu dem Anwesen gehört ein Graben vor dem Haus, der als Garten genutzt wird. Es liege an der Straße, dem Pfarrhaus und der Zehntentrotte gegenüber, zwischen Meierhof und Wettingerkeller. Sicher hat Heinrich Ryhiner das «Huss zu Ryechen uff em Kilchhoff» herrichten lassen. Als Eigentum erwirbt er zunächst nicht. Die Erben zahlen noch einige Jahrzehnte sieben Schillinge Bodenzins in den Seckel der Riehener Kirche. Erst einer seiner Söhne, Johann Friedrich Ryhiner (1549–1588), kauft 1584 die Liegenschaft für « sieben pfundt pfennig gutter Landtleuffiger Basler Werung », er war damit der zweite Basler Hausherr im « Klösterli ». Wir dürfen mit einiger Sicherheit annehmen, dass auch die dritte Generation aus Angehörigen dieser Familie das Landgut weiter in Ihrem Besitz hatte; zu ihnen gehört Hans Rudolf Herzog-Ryhiner (1585–1629). Ein Sohn dieses Hans Rudolf Herzog-Ryhiner, der letztendlich ein Urenkel Heinrich Ryhiners war, verkauft 1671 das Klösterli an den zweiten Sohn des großen Bürgermeisters Johann Rudolf Wettstein (1594–1666).